# 802 v.Chr.
Het jaar 802 v.Chr. is een jaartal volgens de christelijke jaartelling.

## Gebeurtenissen

### Israël
- De koning van Damascus laat op Tel Dan een stèle oprichten waarop hij pocht over zijn overwinningen over het Huis van David en de koning van Israël.[1]